# Nová Ves II
Nová Ves II je vesnice v okrese Kolín, součást obce Rostoklaty. Nachází se 1,5 kilometru východně od Rostoklat. Nová Ves II je také název katastrálního území o rozloze 3,77 km². Jižním okrajem vesnice prochází silnice I/12. Katastrálním územím prochází železniční trať Praha – Česká Třebová, nejbližší zastávka Rostoklaty leží v sousedním katastrálním území.

## Historie
První písemná zmínka o vesnici pochází z roku 1287.

## Pamětihodnosti
- Brána usedlosti čp. 6

## Další fotografie

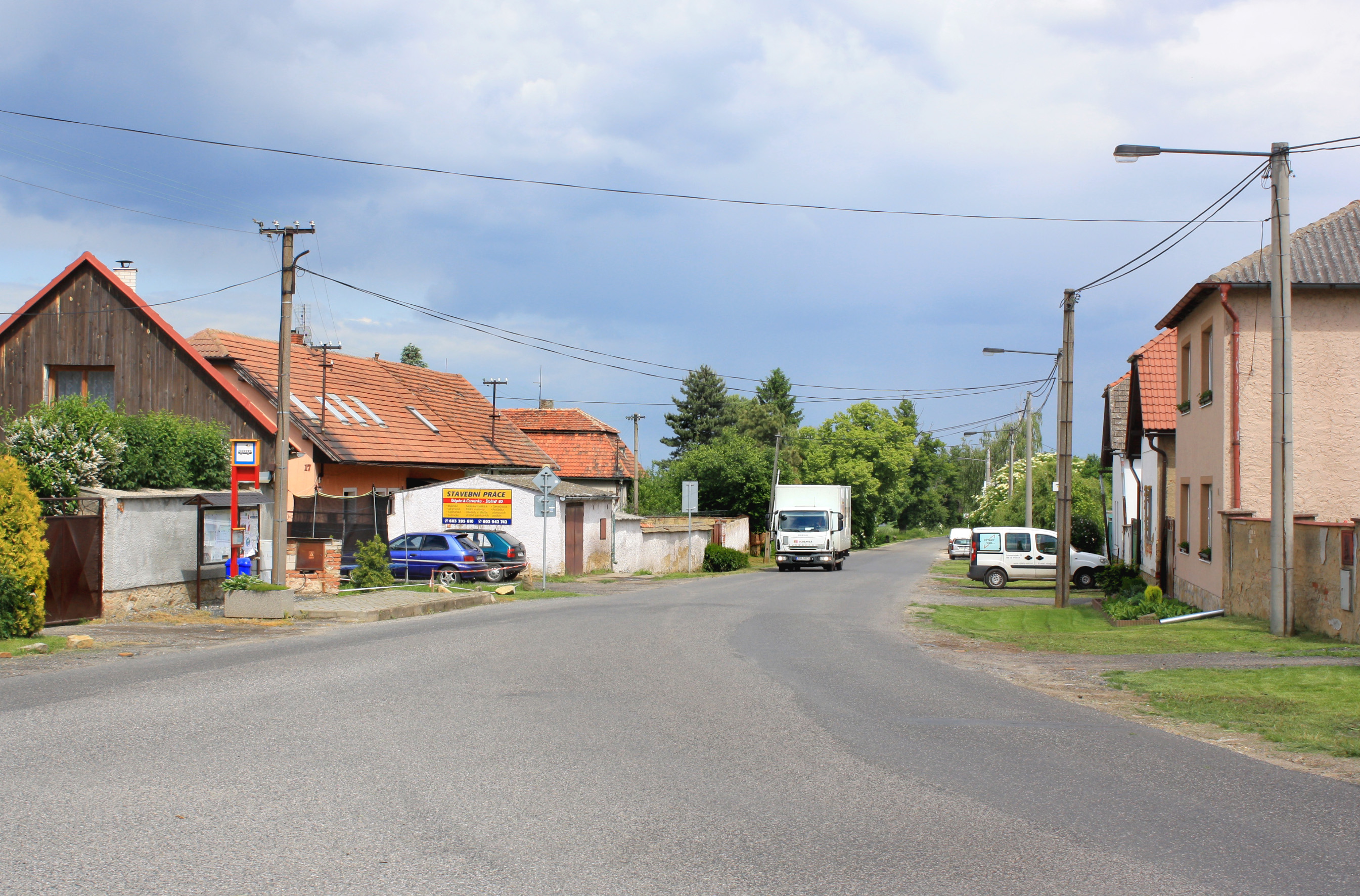
Silnice k Českému Brodu
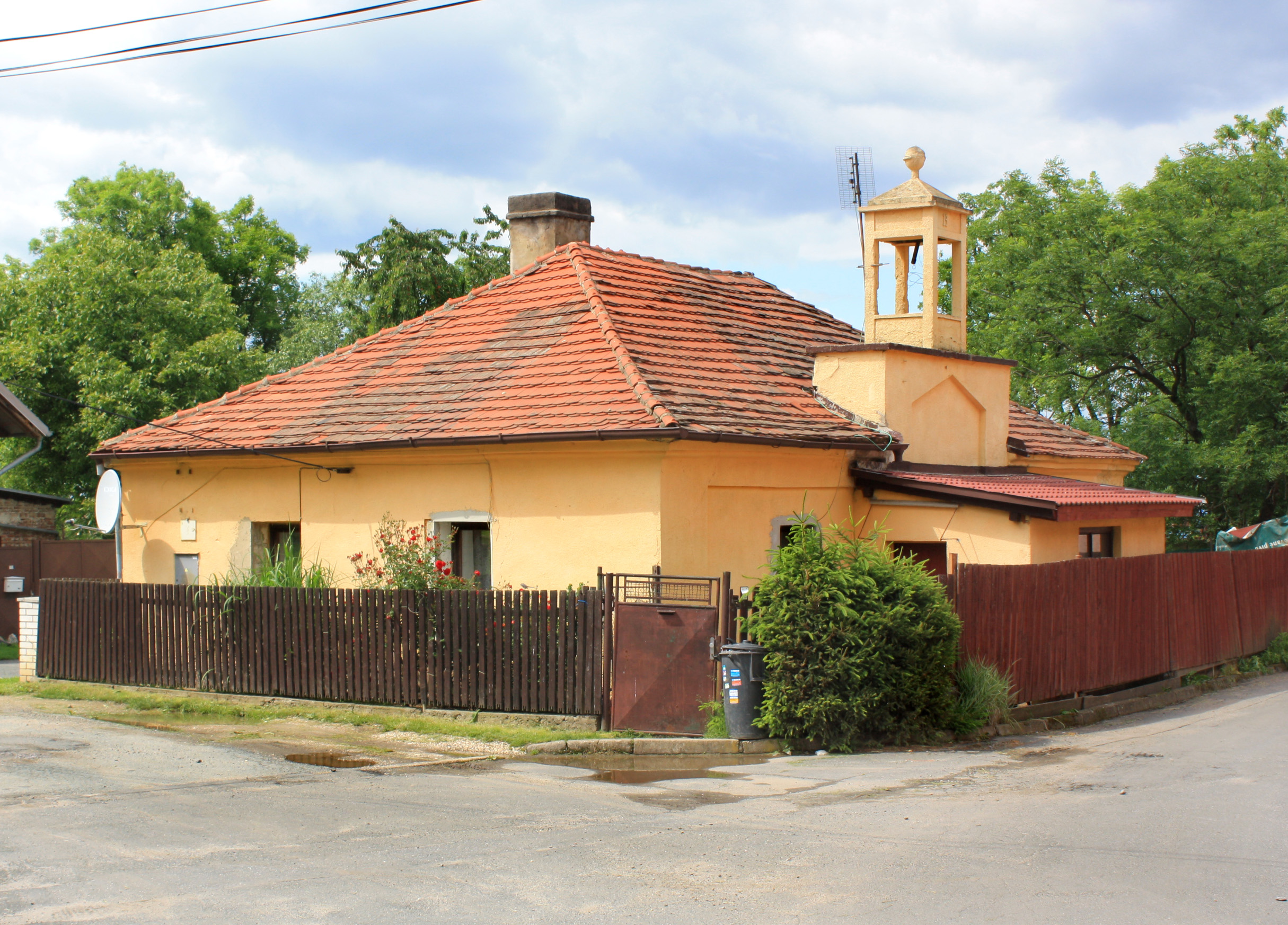
Zajímavý dům čp. 15
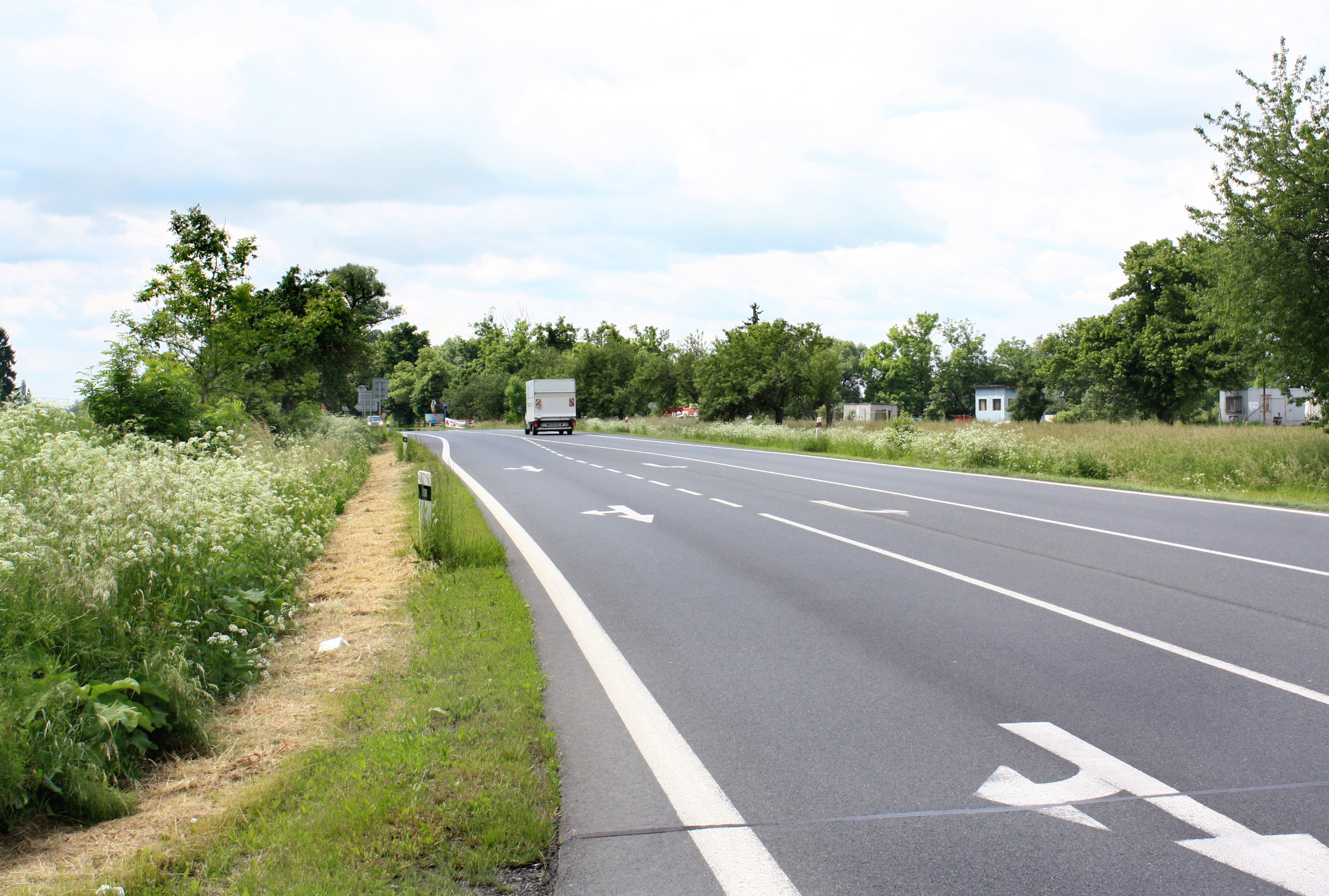
Silnice I/12 na jižním okraji vesnice
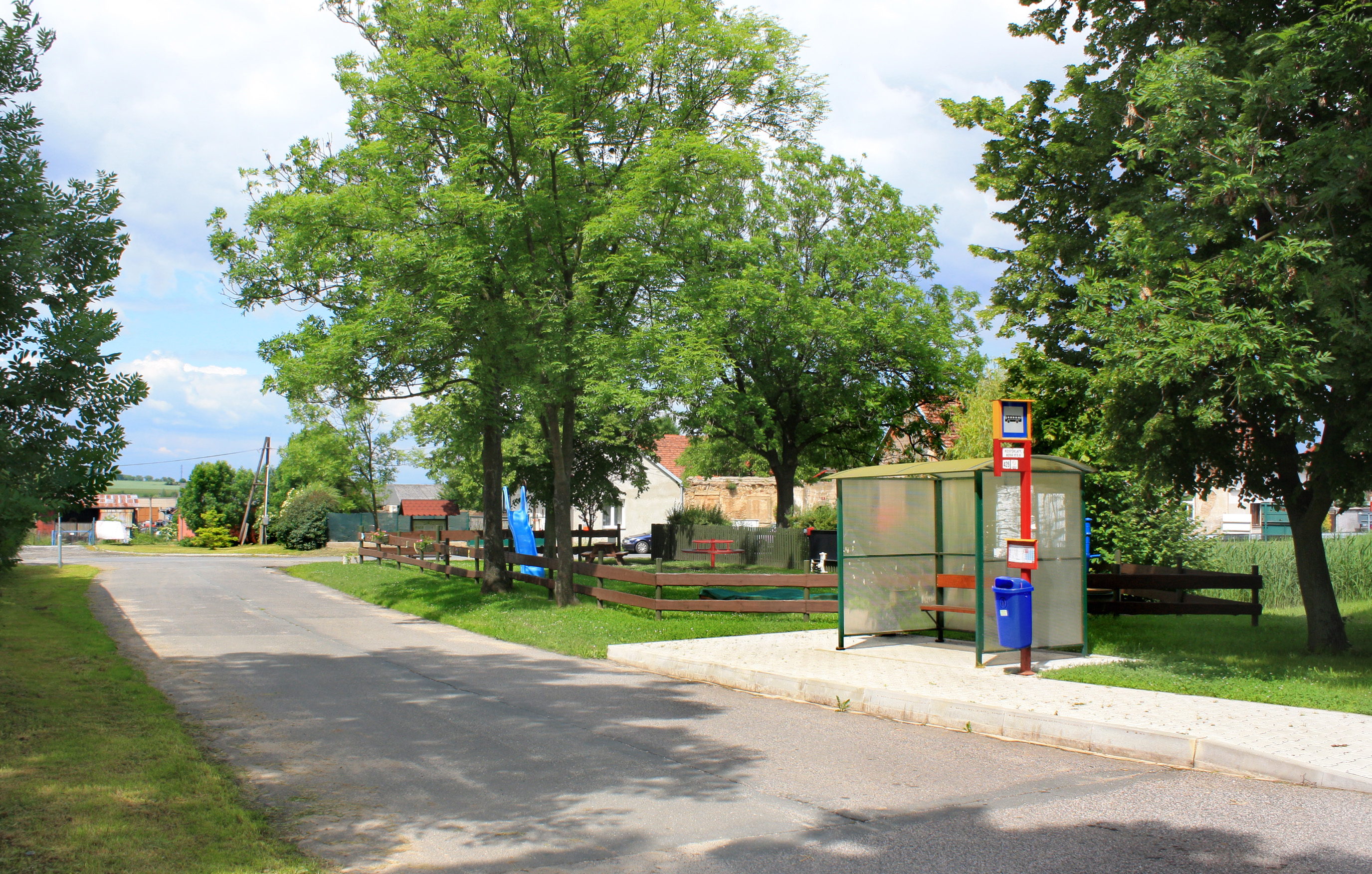
Zastávka na návsi